# Elizabeth Anka Vajagic
Elizabeth Anka Vajagic (* in Montreal) ist eine kanadische Sängerin und Gitarristin mit kroatischen Wurzeln.
Vajagics Musik steht irgendwo zwischen verschiedenen Musikrichtungen, dem klassischen Songwriting, Folk, Blues und Post-Rock und wirkt beim ersten Höreindruck gleichzeitig schlicht und verstörend. Sie wird meist nur vom Zusammenspiel ihrer Stimme mit der Gitarre und wenigen weiteren Instrumenten, etwa der Violine, Harmonium oder Percussion getragen. Ihr sparsam eingesetzter Gesang wurde häufig mit dem von Patti Smith oder PJ Harvey verglichen, doch im Grunde ist ihre Art, vor allem auch live scheinbar impulsiv und möglichst tief aus dem Körper heraus zu singen, einzigartig. Entsprechend ist die Wirkung ihrer teils recht langen Songs meist rau, ungeschliffen und auch düster.
Erste Live-Auftritte in der Umgebung lieferte Elizabeth Anka Vajagic Mitte der 1990er Jahre. Ihr erstes Album stand with the stillness of this day kam 2004 heraus und erschien wie auch die im darauf folgenden Jahr erschienene EP Nostalgia/Pain bei Constellation Records, dem Label, bei dem vor allem die in Montréal ansässige Postrock-Szene um Godspeed You! Black Emperor verlegt wird. Obwohl Vajagic mit ihrer Musik kaum dem mittlerweile etablierten Postrock-Schema zuzuordnen ist, kann man den Einfluss der Montréaler Musikszene deutlich heraushören. Dies ist wohl vor allem auch der Mitarbeit diverser Musiker der lokalen Szene geschuldet, etwa von Efrim Menuck, der bei Godspeed You! Black Emperor und A Silver Mt. Zion federführend wirkt, Sam Shalabi sowie Mitgliedern von Bands wie Molasses, Hrsta, Crackpot (Band) und Steak 72.

## Diskografie
- Stand with the Stillness of This Day (Album, 2004), Constellation Records
- Nostalgia/Pain (EP, 2005)
- Stand with Me (Album, 2005), Constellation Records